# Libro del Eclesiastés
El Libro del Eclesiastés (griego ἐκκλησιαστής, Ekklesiastés, hebreo קֹהֶלֶת, Qohéleth, ‘eclesiasta’, ‘asambleísta’ o ‘congregacionista’, y por eso abreviado como Qo, Ec o Ecl-), a veces conocido como el «Libro del Predicador», es un libro del Antiguo Testamento de la Biblia, y también del Tanaj, perteneciente al grupo de los denominados Libros Sapienciales, o de enseñanzas. En el Tanaj judío se ubica entre los Ketuvim (o «los escritos»). En el ordenamiento de la Biblia, el Eclesiastés sigue a los Proverbios y precede al Cantar de los Cantares, mientras que en el Tanaj se encuentra entre estos dos mismos libros, pero en orden inverso: le antecede el Cantar de los Cantares, y le sucede el de Proverbios.
No debe confundirse con el Libro del Eclesiástico, el cual es otro libro sapiencial, de nombre similar, que forma parte del Antiguo Testamento del Canon Amplio Oriental y Occidental, sustento de las Biblias propias de las iglesias cristianas ortodoxas, orientales, y de la católica.

## Datos generales

### Nombre del libro
El narrador se llama a sí mismo Qohéleth (קֹהֶלֶת) que significa literalmente «el hombre de la asamblea» o «el representante de la asamblea», el vocero o portavoz, un tribuno de la asamblea del pueblo, que cansado de las ideas dominantes, se decide a tomar la palabra.
En el Tanaj, קֹהֶ֣לֶת (Qohéleth) es el nombre que se da al libro. La Septuaginta griega lo traduce como ἐκκλησιαστής (Ekklesiastés), que significa «miembro de la congregación» o de la asamblea (ecclesía), y de ese título se deriva el título español Eclesiastés. Qohéleth ha sido traducido a partir de Lutero como «el predicador» (Der Prediger) o mejor aún «el orador». Sin embargo, una traducción más aproximada de Qohéleth es «el congregador», lo que también se aplica mejor a Salomón e indicaría con qué propósito escribió el autor el libro.

### Autor y datación

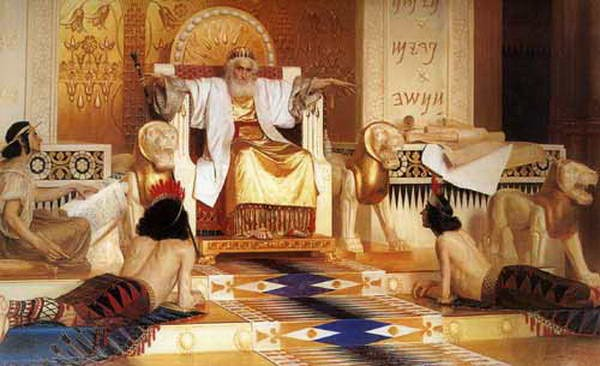
Vanidad de vanidades, y todo tipo de vanidad. Óleo que representa al rey Salomón ya anciano y meditabundo (Isaak Asknaziy, Rusia,).

Eclesiastés es un libro cuyo autor se llama a sí mismo «hijo de David» y «rey en Jerusalén» (Eclesiastes 1:1), atribuido, al igual que el Libro de los Proverbios, al rey Salomón.
Actualmente, varios círculos de eruditos niegan la autoría salomónica. Comentan que se atribuía a Salomón cualquier obra de tema filosófico eminente de la que se desconocía el autor y que el estilo literario y el uso de la lengua lo ubica en tiempo de los persas de Ciro. Otro argumento es que el autor dice explícitamente en Eclesiastes 1:12 que en el momento de escribir el libro ya no era rey: «fui rey en Jerusalén». Sin embargo, quienes defienden la autoría salomónica sostienen que esta última idea presenta oposición histórica pues Salomón fue el hijo de David que llegó al trono, y que su comentario «fui» es una figura retórica o poética.
Actualmente la mayoría de los eruditos comentan que conocer la fecha y autoría del libro con certeza es imposible por falta de evidencias históricas. El círculo de comentaristas a favor de la autoría salomónica lo sitúan en su vejez, cuando su filosofía había sido enriquecida por filosofías foráneas. (1Reyes 10:23-24)
El primero en dudar de la autoría salomónica del Eclesiastés fue Hugo Grocio, en 1644, quien encontró que en el texto hebreo hay muchas palabras que solamente se encuentran en Daniel y Esdras. En 1875, en su comentario al Cantar de los Cantares y Eclesiastés, Franz Delitzsch probó que el hebreo de este último no corresponde a la época de Salomón y es posterior al exilio.
El autor parece un hombre incuestionablemente ilustrado. Qohélet conoce lo que pasa fuera de las fronteras de Israel, ha viajado y ha estado en profundo y prolongado contacto con el helenismo. Aunque esto es claro, mucho más difícil resulta establecer con cuál de las tres grandes corrientes de pensamiento helénico comulga o simpatiza: no se sabe si fue cínico, epicúreo o estoico.
Tanto Siegfried como Podechard sostuvieron que el libro estaría compuesto por una base original a la que se han ido añadiendo diversas partes. Ya el epílogo, por el modo en que menciona al autor, sería de redacción posterior. Otros refranes que echan mano de cierta métrica muestran quizás la intervención de otro autor. Sin embargo, los indicios no son suficientes todavía como para afirmar con certeza la diversidad de autores.
La lengua del escrito es ya fuertemente arameizante, con términos que provienen del lenguaje común de la calle o el mercado y con algunos préstamos del persa (como pardes: jardín, huerto, parque; medina: provincia, distrito, barrio), en tanto que las reflexiones corresponden más bien a un fondo helénico.

### Canonicidad
Estaba en el canon judío para el siglo I d. C. y aunque se elevaron dudas en ese ámbito, el Concilio de Jamnia los disipó. Se han encontrado fragmentos del Qohélet en las cuevas de Qumram. En el ambiente cristiano, solo Teodoro de Mopsuestia opuso o minimizó la canonicidad del libro.

### Críticas desde el cristianismo
El Eclesiastés ha sufrido variadas críticas, que dependen exclusivamente de citar fuera de contexto y en forma aislada algunas de sus afirmaciones. Así, se lo ha acusado de pesimista, escéptico y epicúreo.
Estos así llamados «errores» desaparecen cuando se contempla a Kohélet en el marco de la sociedad, la religión y la filosofía de su época, ya que el libro se adapta muy bien a la doctrina hebrea de aquel tiempo y a los principios éticos y morales del judaísmo y cristianismo sin contradecirlos en nada.
No es infrecuente que desde posturas cristianas se eche en falta en el Eclesiastés un sentido de la trascendencia de la vida más allá de la muerte. También se hace referencia a la trascendencia espiritual en el capítulo 12:7.